# Kristin Hammarström
Kristin Hammarström (* 29. März 1982 in Glanshammar) ist eine schwedische ehemalige Fußballspielerin. Die Torhüterin debütierte 2008 in der A-Nationalmannschaft, ihre Zwillingsschwester Marie 2010.

## Karriere

### Vereine
Die 172 cm große Torhüterin spielte zunächst von 2007 bis 2010 bei KIF Örebro, mit dem sie – gemeinsam mit ihrer Zwillingsschwester – 2010 den schwedischen Fußballpokal der Frauen gewann. Anschließend wechselte sie zu Kopparbergs/Göteborg FC, während ihre Schwester bei KIF Örebro blieb. Für Kopparbergs/Göteborg FC spielte sie bis zu ihrem angekündigten Karriereende. Dabei nahm sie zweimal an der UEFA Women’s Champions League teil 2011/12 erreichten sie das Viertelfinale, wo nach einer 1:3-Auswärtsniederlage gegen die Frauen des FC Arsenal der 1:0-Heimsieg nicht zum Weiterkommen reichte. UEFA Women’s Champions League 2012/13 verloren sie dann im Viertelfinale beide Spiele gegen den französischen Vizemeister Juvisy FCF.
Nach einer Babypause kam sie 2015 und 2016 noch zu je zwei Einsätzen in der Damallsvenskan und einem Einsatz im Pokal.

### Nationalmannschaft
Kristin gehörte, obwohl sie noch kein Länderspiel bestritten hatte, dem Kader für die WM 2007 an.
Ihr Debüt in der Nationalmannschaft gab sie am 16. Februar 2008 beim 2:0 gegen Norwegen, nachdem sie bei der WM 2007 als Ersatztorhüterin nicht zum Einsatz kam. Als Ersatztorhüterin ohne Einsatz gehörte sie auch zum Kader für die EM-Endrunde 2009. Am 26. Oktober 2010 spielte ihre Schwester erstmals für die A-Nationalmannschaft, wobei Kristin im Tor stand. Gemeinsam spielten die Schwestern bis zur WM in drei Länderspielen. Vom 26. Juni bis 17. Juli gehörten beide dem Kader für die WM 2011 an. Während Marie im letzten Gruppenspiel gegen die USA zu einem Kurzeinsatz kam, bei der 1:3-Halbfinal-Niederlage gegen Japan in der Startelf stand und beim Spiel um Platz 3 sogar den Siegtreffer zum 2:1 über Frankreich erzielte, blieb Kristin ohne Turniereinsatz. Marie wurde auch für den schwedischen Kader für die Olympischen Spiele 2012 nominiert, Kristin dagegen nicht, wohl auch weil nur zwei Torhüterinnen zugelassen waren.
Bei der Fußball-Europameisterschaft der Frauen 2013 war sie erstmals Stammtorhüterin bei einem großen Turnier und erreichte mit ihrer Mannschaft das Halbfinale gegen Titelverteidiger Deutschland in dem sie mit 0:1 verlor. Dabei kam sie in allen Spielen zusammen mit ihrer Zwillingsschwester zum Einsatz. In der nach der EM begonnenen Qualifikation für die Fußball-Weltmeisterschaft der Frauen 2015 kam sie in zwei der ersten drei Spiele zum Einsatz, die ohne Gegentor gewonnen wurden. Wenige Tage danach gaben sie und ihre Schwester ihren Rücktritt bekannt.

## Erfolge
- Dritte der Weltmeisterschaft 2011
- Schwedische Pokalsiegerin 2010, 2011, 2012
- Schwedische Supercup-Gewinnerin 2013